# عقبة بن عمرو سهمی
عقبه بن عمرو سهمی از قبیله بنی سهم بن عوف بن غالب، اولین کسی است که در رثای حسین بن علی شعر گفت و در میان قبیله عبدالخان جایگاه بلند مرتبه دارد. او در اواخر سده اول هجری برای زیارت حسین بن علی به کربلا رفت و اشعارش در رثای حسین را سرود.
در منابع، نام وی به اشکال مختلفی بیان شده‌است. نام وی در مثیر الاحزان ابن نمای حلی «عُقْبة بن عمر سهمی»، در مقتل الحسین خوارزمی «عقبة بن عمیق سهمی» و در تذکره الخواص سبط بن جوزی «عقبة بن عمرو عبسی» آمده‌است. شیخ مفید نیز در الامالی از وی روایت نقل کرده‌است.